# Töcknigt myrmott
Töcknigt myrmott (Udea inquinatalis) är en fjärilsart som beskrevs av Philipp Christoph Zeller 1846. Enligt Catalogue of Life ingår töcknigt myrmott i släktet Udea och familjen Crambidae, men enligt Dyntaxa är tillhörigheten istället släktet Udea och familjen mott. Arten är reproducerande i Sverige. Inga underarter finns listade i Catalogue of Life.